# Бесько
Бесько (польск. Beśko; словац. Beško) — польське та словацьке прізвище.

## Етимологія
Прізвище походить з території Підкарпатського воєводства, лемківського села Босько. Утворилася від праслов'янського слова «Бусел», що в перекладі означає «лелека». Місцеві уживалися з племенами русинів, які мовили «Бусько» або «Босько», називаючи, таким чином, місцевих птахів. Однак живуть там поляки іменували лелек словом «Бесько», яке було діалектичним для того регіону. У Словаччині прізвище Бесько була поширена в Пряшівському краї, а в Білорусі в Гродненській області, де носії цього прізвища є нащадками учасника Січневого повстання 1863 року Леонарда Бесько (етнічні поляки).
На Західній Україні, а саме в Галичині, багато людей в селах і в містах вживають форму «Бузько» або «Бусько», що в перекладі означає «лелека».
Прізвище Бесько може бути отримана від Імен на Bie -, типу Безджад (пол. Biezdziad), Бернат (пол. Biernat), Бенедикт (пол. Бенедикт).

## Персоналії
- Базилій Бесько — польський актор театру і кіно. Народився у Грубешові, загинув він у Сленік-Молдові.

## Топонім
- Босько (польск. Besko) — лемківське село в Польщі, у гміні Босько Сяноцького повіту Підкарпатського воєводства.

## Примітка
1. ↑  K. Rymut, Nazwiska Polaków. Słownik historyczno-etymologiczny, Kraków 2001, t. I, s. 37.